# Карл Август фон Харденберг
Карл Август фон Харденберг (на немски: Karl August von Hardenberg; Carl August von Hardenberg; * 31 май 1750, Есенроде в Лере, Долна Саксония; † 26 ноември 1822, Генуа) е фрайхер от род Харденберг от Курхановер, от 1804 до 1806 г. външен министър на Прусия и държавен канцлер от 1810 до 1822 г. През 1814 г. е издигнат на княз.

## Биография
Той е син на фелдмаршал Кристиан Лудвиг фон Харденберг (1700 – 1781) и съпругата му Анна София Еренгарт фон Бюлов от Есенроде (1731 – 1809, Байройт), дъщеря на Готхард Хайнрих фон Бюлов (1704 – 1769) и Анна Аделхайд фон Алвенслебен (1702/1712 - 1766).
На 16 години Харденберг започва да следва право от 1766/1767 г. в университета в Гьотинген. На 23 май 1768 г. там е приет в масонската ложа и се мести да следва в Лайпциг. Там той се запознава с младия Йохан Волфганг фон Гьоте.
Харденберг се жени на 8 юни 1774 г. за 15-годишната Кристиана фон Ревентлов. На 15 февруари 1781 г. двамата отиват в Лондон. Там започва аферата на съпругата му Кристиана с принца на Уелс (по-късният Джордж IV). Харденберг напуска Лондон на 28 септември 1781 г. От 1781 до 1790 г. той е на служба при херцог Карл Вилхелм Фердинанд фон Брауншвайг-Волфенбютел. Харденберг се развежда през 1790 г. заради аферите на жена му и се жени за разведената заради него София фон Ленте.
От 1790 до 1798 г. Харденберг е на пруска служба като ръководещ министър при маркграфа на Ансбах и Байройт Карл Александър фон Бранденбург-Ансбах.
От 1798 до 1822 г. Харденберг е в Берлин. През 1804 г. става външен министър на пруския крал Фридрих Вилхелм III. През 1806 г., по настояване на Наполеон, той напуска службата си. През април 1807 г. Харденберг, чрез помощта на руския цар Александър I, е отново министър до юли 1807 г. На 4 юни 1810 г. става пруски държавен канцлер, прави реформи и подготвя конституцията. Карл Август фон Харденберг е издигнат на княз през 1814 г.
Харденберг се разболява през 1822 г. след конгрес във Верона и умира малко след това в Генуа.

## Деца
Със съпругата си (от 1774 до 1788) датчанката Кристиана Фридерика Юлиана, род. фон Ревентлов (1759 – 1793) той има децата:
- Кристиан (1775 – 1841), свободен господин на Нойхарденберг, граф фон Гарденберг-Ревентлов
- Луция (1776 – 1854), омъжена I. 1796 за граф Карл Теодор фон Папенхайм (1771 – 1853), II. 1817 за княз Херман фон Пюклер-Мускау (1785 – 1871), писател

## Галерия
- Княз Карл Август фон Харденберг
- Карл Август фон Харденберг
- Карл Август фон Харденберг, пр. 1812

## Произведения
- Thomas Stamm-Kuhlmann: Tagebücher und autobiographische Aufzeichnungen des preußischen Staatskanzlers Karl August von Hardenberg (Deutsche Geschichtsquellen des 19. und 20. Jahrhunderts). München 2000, ISBN 3-486-56277-0.